# Sanne Wallis de Vries
Sanneke Marjolijn (Sanne) Wallis de Vries (Amsterdam, 12 februari 1971) is een Nederlands cabaretière en actrice.

## Biografie
Wallis de Vries werd geboren in Amsterdam, maar groeide op in Alphen aan den Rijn. Na het gymnasium volgde ze drie verschillende universitaire studies in Amsterdam en Utrecht en had ze vele bijbaantjes, waaronder het werven van figuranten voor een televisieserie.

## Carrière

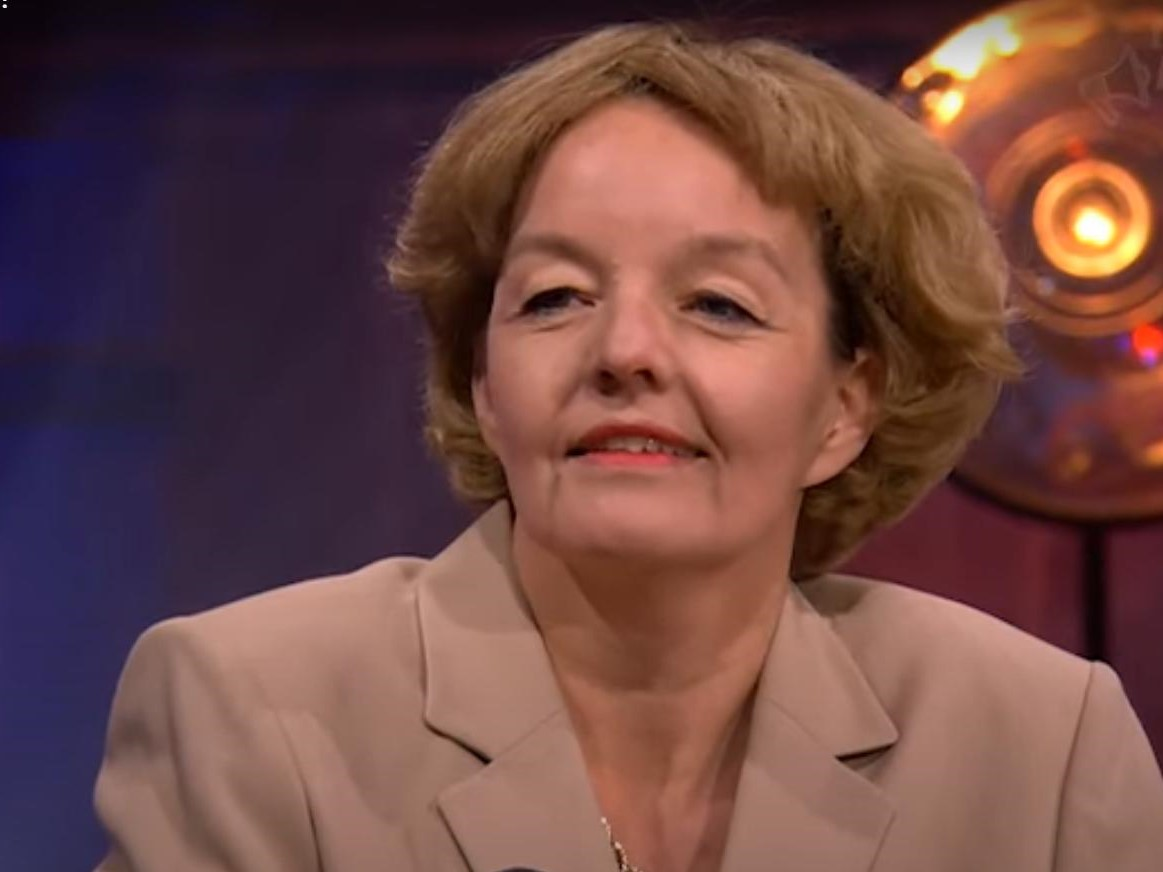
Wallis de Vries als Angela Merkel (2020)

Op haar 20e ging ze lessen volgen aan de kleinkunstopleiding van Selma Susanna. In 1995 deed ze mee met het Leids Cabaret Festival met de groep Sofietje. Ze viel op en mocht toetreden tot de in 1990 door Raoul Heertje opgerichte Comedytrain. Het jaar daarop deed ze (solo) weer mee aan het Leids Cabaret Festival en won toen zowel de jury- als de publieksprijs. Ze presenteerde samen met Thomas van Luyn het VPRO-televisieprogramma Waskracht!. In september 1996 richtte ze samen met Susanna en vier medeleerlingen een kleinkunstopleiding op (ST&M: Stem, Theater en Muziek). Na het eerste jaar studeerde ze in juni 1997 vervroegd af met haar avondvullende voorstelling Sop.
Nadat Wallis de Vries het Leids Cabaret Festival won, maakte ze vier cabaretvoorstellingen (SOP, ZIN, STUK en VIER, gevolgd door een compilatie daarvan: BEST) die alle vier op de televisie werden vertoond. Daarnaast speelde ze een hoofdrol in de musical Foxtrot en verzorgde zij in het satirische televisieprogramma Kopspijkers een groot aantal imitaties van bekende personen. Bovendien was zij coauteur van Rinus aan de Rekstok, een boek met interviews en brieven, en verschenen er vele columns van haar hand in diverse media. Ze speelde verschillende typetjes in het satirische programma Koefnoen en in Van Zon op Zaterdag. In 2007 speelde ze een van de drie vrouwelijke hoofdrollen in de Dick Maas film "Moordwijven"; naast Bracha van Doesburg en Hadewych Minis. In 2012 speelde Wallis de Vries in de verfilming van het kinderboek Mees Kees; ze was hierin te zien als schoolhoofd Dreus en speelde deze rol ook in de vervolgfilms en de televisieserie.
In februari 2008 kwam Wallis de Vries in het nieuws vanwege een afgelaste Beatrix-persiflage in het programma Pauw en Witteman.
In november 2009 ging haar vijfde solo "Kaka Passa" in première. In seizoen 2011/2012 speelde ze mee met de familievoorstelling van het RoTheater: "Woest Water" (met o.a. Gijs Naber en Sylvia Poorta).
In januari 2013 ging de voorstelling "Adèle, een dubbelportret" in première. Hierin geeft Wallis de Vries samen met Paul Groot gestalte aan Adèle Bloemendaal, de inmiddels overleden theaterdiva en comédienne. In 2017 was Wallis de Vries de winnaar van het zeventiende seizoen van Wie is de Mol?.
In het voor- en najaar van 2018 presenteerde Wallis de Vries negen afleveringen van haar zaterdagse televisieprogramma Sanne Wallis de Show, waarin ze het nieuws van de week doornam met gasten en met (licht) komische rubrieken. Een satirisch lied - gezongen door Martine Sandifort - dat de winnende Israëlische inzending op het Eurovisiesongfestival 2018, zangeres Netta met Toy, verbond met oplaaiend geweld rond de Gazastrook werd beantwoord met een klacht van de Israëlische ambassade. Ook het CIDI was kritisch. De kwestie kreeg internationale aandacht. Wallis de Vries bleef er achter staan.

## Privé
Wallis de Vries had vier jaar een relatie met Thomas van Luyn. Ze is getrouwd met Jackó van ‘t Hof en heeft twee dochters. Ze is een nicht van voormalig VVD-politicus en AVRO-voorzitter Gerard Wallis de Vries,

## Cabaretprogramma's
- 1997: Sop (werktitel: Blij je te zijn)
- 1999: Zin
- 2002: Stuk
- 2004: Vier
- 2007: Best
- 2009: Kaka Passa
- 2010: Gedoog Hoop en Liefde (Oudejaarsconference 2010) (met Erik van Muiswinkel, Jeroen Woe, Niels van der Laan, Mike Boddé, Thomas van Luyn en Ronald Goedemondt)
- 2012: Adele (met Paul Groot)
- 2012: Het Eerlijke Verhaal (Oudejaarsconference 2012) (met Erik van Muiswinkel, Jeroen Woe, Niels van der Laan, Owen Schumacher, Joep van Deudekom en Rob Urgert)
- 2016: Gut
- 2020: Kom

## Filmografie

### Film
| jaar | titel                        | rol                                      |
| ---- | ---------------------------- | ---------------------------------------- |
| 2000 | Hundred Percent (korte film) |                                          |
| 2005 | Vet hard                     | Jennifer                                 |
| 2007 | Moordwijven                  | Nicolette                                |
| 2010 | Verschrikkelijke Ikke        | Miss Hattie (stem Nederlandse versies)   |
| 2012 | Mees Kees                    | Dreus                                    |
| 2013 | Leve Boerenliefde            | Sonja                                    |
| 2013 | Monsters University          | Aankondigster (stem Nederlandse versies) |
| 2013 | Planes                       | Dottie (stem Nederlandse versie)         |
| 2013 | Mees Kees op kamp            | Dreus                                    |
| 2013 | Soof                         | Fanny Roodman                            |
| 2014 | Planes: Fire & Rescue        | Dottie (stem Nederlandse versie)         |
| 2014 | Mees Kees op de planken      | Dreus                                    |
| 2015 | Cinderella                   | Stiefmoeder (stem Nederlandse versie)    |
| 2015 | The Good Dinosaur            | Ramsey (stem Nederlandse versie)         |
| 2016 | Mees Kees langs de lijn      | Dreus                                    |
| 2018 | Gek van Oranje               | Brenda                                   |
| 2019 | Mees Kees in de Wolken       | Dreus                                    |
| 2024 | Verschrikkelijke Ikke 4      | (stem Nederlandse versie)                |
| 2024 | Mees Kees op eigen benen     | Dreus                                    |

### Televisie
| jaar       | titel                         | rol                      |
| ---------- | ----------------------------- | ------------------------ |
| 2001-2003  | Kopspijkers                   | verschillende personages |
| 2004       | Russen                        | Esther                   |
| 2006       | Koppensnellers                | verschillende personages |
| 2006, 2015 | Koefnoen                      | verschillende personages |
| 2008       | Sinterklaasjournaal           | verkoopster              |
| 2009-2011  | Villa Achterwerk The Popgroep | buurvrouw                |
| 2015       | Koefnoen Presenteert          | verschillende personages |
| 2015       | Meiden van de Herengracht     | Karin Bloemaerts         |
| 2017, 2020 | Mees Kees                     | Dreus                    |
| 2021       | Follow de SOA                 | quizmaster               |
| 2023       | Hockeyvaders                  | Emma Biesheuvel          |
| 2024       | Rwina                         | Pleunie                  |
| 2025       | De Cirkel                     | quizmaster               |

## Trivia
- Op 11-jarige leeftijd won zij als jongste deelneemster een wedstrijd Rubiks kubus oplossen (tijd: 54,25 seconden).[10][11][12]
- In 2015/2016 haalde Wallis de Vries de finaleweek van het winterseizoen van De Slimste Mens.
- In 2017 won ze het televisieprogramma Wie is de Mol?[13]
- In april 2022 was ze met Thomas Cammaert te zien in het SBS6-programma Code van Coppens: De wraak van de Belgen. In september 2023 was ze met Cammaert te zien in het SBS6-programma The Big Bang.
- Zij doet de stem die de Bonus-aanbiedingen van supermarktketen Albert Heijn aankondigt.[14]
- In januari 2025 presenteerde ze bij BNNVARA de quiz De Cirkel. Van deze quiz werd echter maar één seizoen uitgezonden vanwege te lage kijkcijfers. Er keken gemiddeld maar 200.000 mensen naar de quiz.[15]